# Malcolm J. Perry
Malcolm John Perry (* 13. November 1951 in Birmingham) ist ein britischer theoretischer Physiker und Professor an der Universität Cambridge.
Perry ging in Birmingham zur Schule und studierte Physik an der Universität Oxford (St. John's College) und der Universität Cambridge (King's College), wo er 1978 bei Stephen Hawking promoviert wurde. Seine Dissertation war über Black holes and Quantum Mechanics. Danach war er an der Princeton University und ab 1986 wieder in Cambridge als Fellow des Trinity College.
Er befasst sich mit Gravitationstheorie, Kaluza-Klein-Theorien, Supergravitation und Stringtheorie. Bei Hawking war er (teilweise in Zusammenarbeit mit Gary Gibbons) an Arbeiten zur euklidischen Quantengravitation und Hawkingstrahlung beteiligt. In Princeton entwickelte er mit seinem Doktoranden Robert C. Myers die Myers-Perry-Metrik als höherdimensionales Analogon der Kerr-Metrik. Mit Curtis Callan, Emil Martinec und Daniel Friedan arbeitete er an effektiven Niedrigenergie-Näherungen der Stringtheorie.
Mit Hawking und Andrew Strominger schlug er 2016 vor, dass Schwarze Löcher Information nahe ihrem Ereignishorizont speichern (in Form von weichen Photonen, das heißt solche mit verschwindender Energie) und somit doch Soft Hair besitzen (in Widerspruch zum No-Hair-Theorem), was nach Hawking einer neuen Ansatz zur Lösung des Informationsparadoxons Schwarzer Löcher ist. Der Aufsatz baut auf Arbeiten von Hermann Bondi und anderen in den 1960er Jahren auf, die Strominger zuvor aufgegriffen hatte um zu zeigen, dass es in der Quantengravitation das Vakuum hochgradig entartet ist (verbunden durch BMS Symmetrien), womit eine Voraussetzung des Informationsparadoxons entfällt.
Er schlug mit Kollegen ein Modell der Inflation ohne fundamentales Skalarfeld (Inflaton) vor, gab Argumente gegen die Idee ewiger Inflation von Andrei Linde und gegen das anthropische Prinzip, das in der Stringtheorie überflüssig sei.
2021 wurde Perry in die American Academy of Arts and Sciences gewählt.

## Schriften
- mit G. W. Gibbons, S. W. Hawking: Path Integrals and the Indefiniteness of the Gravitational Action, Nucl. Phys. B, Band 138, 1978, S. 141–150.
- mit G. W. Gibbons, S. W. Hawking, Gary Horowitz: Positive mass theorems for black holes, Comm. Math. Phys., Band 88, 1983, S. 295–308
- mit David Gross: Magnetic Monopoles in Kaluza-Klein Theories,  Nucl. Phys. B, Band 226, 1983, S. 29–48
- mit C. Callan, E. Martinec, D. Friedan: Strings in background fields, Nucl. Phys. B, Band 262, 1985, S. 593–609.
- mit Robert C. Myers: Black Holes in Higher Dimensional Space-Times, Annals of Physics, Band 172, 1986, S. 304–347
- mit David Berman:  Generalized geometry and M theory, JHEP 1106: 74, 2011, Arxiv.
- mit S. Hawking, Andrew Strominger: Soft Hair on Black Holes, Phys. Rev. Lett., Band 116, 2016, S.  231301, Arxiv